# یلورتوفت
یلورتوفت (به انگلیسی: Yelvertoft) یک روستا و محله مدنی در بریتانیا است که در دونتری واقع شده‌است. یلورتوفت ۷۶۴ نفر جمعیت دارد.